# Floresta decídua temperada
A floresta decídua temperada é um bioma temperado terrestre caracterizado por árvores caducifólias, como as faias, nogueiras e carvalhos. A sua característica principal é a perda de suas folhas durante o outono e o inverno. Durante muito tempo essas florestas foram devastadas, porém hoje algumas áreas são preservadas em parques nacionais, em varias regiões, e não há muitos animais lá.
O termo “floresta temperada de folha larga e mista” é usado pelo World Wildlife Fund (WWF) na biogeografia global como uma das designações de biomas sob os quais organizar ecorregiões.
Está situada numa altitude de até 450 metros acima do nível do mar. É uma vegetação muito seca e retorcida, assemelhando-se aparentemente à savana, porém, apresenta uma composição florística completamente distinta. O solo é em sua maioria seco, raso e rochoso e as árvores atingem cerca de 20 a 30 metros de altura nas regiões onde o solo é um pouco mais profundo. É muito comum a presença de lajes de rochas nos morros, formando clareiras onde bromélias, orquídeas e outras flores silvestres crescem. Exemplos do orquídeas: Aspasia variegata, Encyclia tarumana, Scaphyglottis cf. amazonica, Trizeuxis falcata e Zygosepalum lindeniae.

## Distribuição geográfica
Existe em regiões de clima temperado, como o leste dos Estados Unidos, oeste da Europa, uma grande parte da China, sudeste da Sibéria, leste da Ásia, Japão e península da Coreia e parte da Nova Zelândia.